# 佩德罗·纳赫拉
佩德罗·纳赫拉（西班牙語：Pedro Nájera，1929年2月3日—2020年8月22日），墨西哥男子足球运动员，司职中场。他曾代表墨西哥国家队参加1954年和1962年国际足联世界杯，结果队伍止步小组赛阶段。